# Ruitz
Ruitz és un municipi francès situat al departament del Pas de Calais i a la regió dels Alts de França. L'any 2007 tenia 1.486 habitants.

## Demografia

### Població
El 2007 la població de fet de Ruitz era de 1.486 persones. Hi havia 526 famílies de les quals 97 eren unipersonals (23 homes vivint sols i 74 dones vivint soles), 160 parelles sense fills, 226 parelles amb fills i 43 famílies monoparentals amb fills.
La població ha evolucionat segons el següent gràfic:
Habitants censats

### Habitatges
El 2007 hi havia 566 habitatges, 548 eren l'habitatge principal de la família, 3 eren segones residències i 15 estaven desocupats. 562 eren cases i 2 eren apartaments. Dels 548 habitatges principals, 461 estaven ocupats pels seus propietaris, 83 estaven llogats i ocupats pels llogaters i 4 estaven cedits a títol gratuït; 2 tenien una cambra, 15 en tenien dues, 63 en tenien tres, 127 en tenien quatre i 341 en tenien cinc o més. 454 habitatges disposaven pel capbaix d'una plaça de pàrquing. A 247 habitatges hi havia un automòbil i a 257 n'hi havia dos o més.

### Piràmide de població
La piràmide de població per edats i sexe el 2009 era:
| Homes | Edats   | Dones |
| ----- | ------- | ----- |
| 0     | 95 o +  | 4     |
| 0     | 90 a 94 | 12    |
| 8     | 85 a 89 | 8     |
| 4     | 80 a 84 | 24    |
| 20    | 75 a 79 | 4     |
| 20    | 70 a 74 | 24    |
| 24    | 65 a 69 | 48    |
| 28    | 60 a 64 | 32    |
| 8     | 55 a 59 | 32    |
| 76    | 50 a 54 | 56    |
| 108   | 45 a 49 | 112   |
| 44    | 40 a 44 | 44    |
| 36    | 35 a 39 | 48    |
| 68    | 30 a 34 | 72    |
| 44    | 25 a 29 | 32    |
| 40    | 20 a 24 | 56    |
| 48    | 15 a 19 | 68    |
| 40    | 10 a 14 | 48    |
| 76    | 5 a 9   | 80    |
| 28    | 0 a 4   | 32    |

## Economia
El 2007 la població en edat de treballar era de 1.004 persones, 709 eren actives i 295 eren inactives. De les 709 persones actives 648 estaven ocupades (365 homes i 283 dones) i 62 estaven aturades (19 homes i 43 dones). De les 295 persones inactives 96 estaven jubilades, 100 estaven estudiant i 99 estaven classificades com a «altres inactius».

### Ingressos
El 2009 a Ruitz hi havia 569 unitats fiscals que integraven 1.490,5 persones, la mediana anual d'ingressos fiscals per persona era de 19.234 €.

### Activitats econòmiques
Dels 108 establiments que hi havia el 2007, 2 eren d'empreses extractives, 4 d'empreses de fabricació de material elèctric, 3 d'empreses de fabricació d'elements pel transport, 21 d'empreses de fabricació d'altres productes industrials, 16 d'empreses de construcció, 20 d'empreses de comerç i reparació d'automòbils, 3 d'empreses de transport, 5 d'empreses d'hostatgeria i restauració, 5 d'empreses financeres, 3 d'empreses immobiliàries, 20 d'empreses de serveis, 5 d'entitats de l'administració pública i 1 d'una empresa classificada com a «altres activitats de serveis».
Dels 21 establiments de servei als particulars que hi havia el 2009, 1 era una funerària, 3 tallers de reparació d'automòbils i de material agrícola, 1 taller d'inspecció tècnica de vehicles, 1 paleta, 2 guixaires pintors, 3 fusteries, 2 lampisteries, 5 electricistes, 1 perruqueria, 1 restaurant i 1 agència immobiliària.
Dels 5 establiments comercials que hi havia el 2009, 1 era una botiga de roba, 1 una botiga d'electrodomèstics, 1 una botiga de material de revestiment de parets i terra i 2 floristeries.
L'any 2000 a Ruitz hi havia 9 explotacions agrícoles.

## Equipaments sanitaris i escolars
L'únic equipament sanitari que hi havia el 2009 era una farmàcia.
El 2009 hi havia 1 escola maternal i 1 escola elemental.

## Poblacions més properes
El següent diagrama mostra les poblacions més properes.